# Johnny Two Shoes
Johnny Two Shoes é um estúdio de desenvolvimento de jogos situado em Londres, Reino Unido. Johnny Two Shoes desenvolve jogos online em Flash, assim como jogos para a plataforma iOS (iPhone e iPad). Até agora, o estúdio lançou 17 jogos Flash e 2 jogos para iOS.

## História do website
Em maio de 2007, Johnny Two Shoes nasceu como um portfólio do seu fundador, Joshua Scott-Slade. Mas o site foi redesenhado no mês de julho do mesmo ano, como um site para jogos em Flash com as criações de Joshua. O site foi inteiramente redesenhado em junho 2008. O novo e redesenhado site hospeda e promove apenas jogos da Johnny Two Shoes, também possui um placar baseado em um sistemas de medalhas e contém um blog relevante para que os usuários possam comentar.
No verão de 2009, Johnny Two Shoes abriu um fórum para todos os usuários. Este fórum permitiu mais feedback para os desenvolvedores, e a criação de uma verdadeira comunidade para os membros. O fórum eventualmente foi atualizado com um sistema de classificação, busca completa, capacidade de criação de RSS, e um sistema de mensagens privadas. Pouco após o lançamento de High Speed Chase 2, o web site foi atualizado com um novo tema. Desta vez, um tema espacial virou o centro das atenções, e o logotipo Johnny Two Shoes foi atualizado para incluir um astronauta. Uma seção de atualizações foi adicionada à página principal, mas ela foi desativada. Ela permitia que os usuários vissem o que acontecia no site, como usuários entrando, ganhando medalhas, e publicando no fórum. O tema desta seção geralmente refletia o tema de um novo jogo a ser lançado.

## Trabalhos

### Trabalhos comissionados
The Heist foi lançado em Outubro de 2008, marcando o início de uma série de parcerias empresariais. The Heist foi desenvolvido como um serviço para a AddictingGames, uma empresa da Viacom. O jogo, baseado baseado nas plataformas de SandStorm e High Speed Chase, apresenta uma cena de fuga mas nenhuma uma cena de roubo. Em Julho de 2009, Johnny Two Shoes lançou The Heist 2, uma sequência para The Heist. O jogo, outra encomenda para a AddictingGames, usava uma combinação da engine de High Speed Chase 2 junto a uma engine personalizada que permitia incluir a cena de roubo e de fuga na jogabilidade.
The Great Sperm Race foi lançado em Março de 2009 como um serviço para o Channel 4, bancado pela Wellcome Trust. O jogo foi construído para fazer par com um documentário intitulado "The Great Sperm Race" que foi ao ar no Channel 4 no Reino Unido. Ambos procuravam educar os espectadores sobre fertilização humana. O jogo ampliava essa educação colocando o jogador para botar a mão na massa no assunto de fertilidade humana.
Johnny Two Shoes foi contratado mais uma vez pelo Channel 4, bancado pelo Wellcome Trust em Julho de 2009 para criar três jogos para um documentário chamado Inside Nature's Giants. Inside Nature's Giants focava em alguns dos maiores mamíferos no reino animal e servia para demonstrar a evolução. Um elefante-asiático, uma baleia-comum, um crocodilo, e uma girafa-de-rothschild foram todos dissecados para estudo da estrutura interna dos animais. A informação coletada nas dissecações, lideradas pelo biólogo evolucionista Professor Richard Dawkins e anatomista comparativo Dr. Joy Reidenberg, irão ajudar os cientistas obter conhecimento sobre a biologia dos animais.
Johnny Two Shoes foi contratado pela Warner Bros. no final de 2009 para auxiliar no desenvolvimento de uma experiência online para dois jogadores, 221B. 221B promovia o novo filme da Warner Bros., Sherlock Holmes, usando o  Facebook para apoiar e promover o novo filme. 221B solicitava os usuários para conectarem com uma conta do Facebook, a qual permitia que o usuário conectasse com um segundo jogador e para salvar seu progresso. Johnny Two Shoes colaborou com a AKQA, cocriadores de 221B Hide & Seek, desenvolvedores de inteligência artificial Existor, e a empresa de produção e edição de vídeo Spicer Moore para criar a experiência online. Johnny Two Shoes trabalhou especificamente no desenvolvimento em Flash necessário para 221B.

### Lançamentos de Jogos em Flash
O primeiro jogo da Johnny Two Shoes, Thermostorm, foi lançado em julho de 2007. O segundo jogo, HighSpeedChase, foi lançado em agosto de 2007 logo que a empresa foi fundada e  Maxwell Scott-Slade começou a se dedicar à Johnny Two Shoes em tempo integral. Diversos jogos foram lançados nos meses seguintes. Entre novembro de 2007 e junho de 2008, os jogos Comatose, Attak, A Bird's Journey, Pirates of JTS e Catch of the Day foram lançados. Attak recebeu ótimas críticas em sua avaliação de Jay Is Games, que disse "Os irmãos da Johnny Two Shoes entregar um jogo em Flash rápido e acessível." ajudando a colocar ainda mais Johnny Two Shoes no centro dos holofotes. 

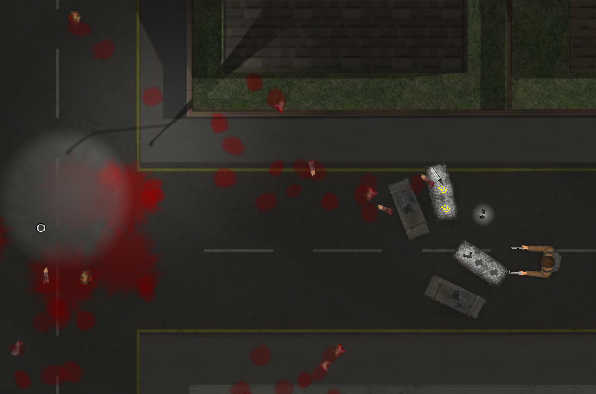
Jogabilidade do jogo Comatose

A série Banana Dash começou com o lançamento de Banana Dash World 1 em julho de 2008. O jogo era sobre os jogadores pegarem um macaco por um percurso e até o objetivo antes que o tempo acabe. A sequência Banana Dash World 2 foi lançada no próximo mês, o macaco do jogo aparecia dentro de uma bola desta vez. Por último, Banana Dash World 3 foi lançado em setembro de 2008, levando a série para o espaço sideral e colocando o macaco em sua própria espaçonave.  Jogadores são desafiados a coletar bananas e alcançar o objetivo usando os mísseis da espaçonave e a gravidade dos planetas para alcançar o objetivo. Esta série de jogos ajudou a Johnny Two Shoes tornar-se melhor conhecida na comunidade de desenvolvimento de jogos. Johnny Two Shoes foi para uma plataforma de corrida com o lançamento de SandStorm em setembro de 2008. O desenvolvimento desta engine seria a chave para a criação dos futuros jogos, como a série The Heist.
Johnny Two Shoes trabalhou em uma série de jogos comissionados depois do lançamento de SandStorm. Banana Dash World 4 seria o próximo jogo lançado pelo estúdio após os trabalhos contratados. O jogo foi lançado em outubro de 2009 após um período de 3 meses de silêncio, após o lançamento de Inside Nature's Giants. O estúdio estava trabalhando em um projeto secreto separado para a Electronic Arts. Banana Dash World 4 se destacava por uma física inteiramente nova, e levou a série para o fundo do mar em um submarino amarelo, lembrando a música Yellow Submarine dos Beatles. O estilo do jogo passa pelos novos lançamentos da Johnny Two Shoes, incluindo o lançamento próximo de Plunderland para o iPhone.
O lançamento de jogo mais recente da Johnny Two Shoes aconteceu em janeiro de 2010 com o lançamento de High Speed Chase 2 para a web. Esta versão do jogo deste jogo de plataforma, originalmente lançado para iPhone, oferece poderes destraváveis que são diferentes da versão do iPhone. Os inimigos, chamados de "alvos" no jogo, também variavam em estilo e dificuldade, podendo ser desde carros até tanques.

### Trabalhos Planejados

#### The Flying Machine
The Flying Machine é um jogo para Flash planejado que serve como experiência complementar para o filme de mesmo nome da BreakThru Films. O filme é uma mistura de quadro a quadro, live action, e computação gráfica comemorando "o papel da música e da dança em nossas vidas, especialmente em nossos primeiros passos pré-adolescentes para a vida adulta"  bem como uma jornada de Frédéric Chopin por sua vida. O filme e o jogo tem seu lançamento esperado para esse ano. O jogo em si é uma abstração do filme dividindo a jogabilidade em 3 ou 4 locais chaves. Varsóvia, Paris and Londres estão inclusas no momento, mas uma quarta deve ser adicionada.  Uma prévia do jogo está atualmente disponível no site, limitada apenas ao nível em Varsóvia. Uma versão polonesa do jogo também está em desenvolvimento.

### Lançamento de Jogos para iPhone

#### High Speed Chase 2
Johnny Two Shoes lançou High Speed Chase 2, seu primeiro jogo para a plataforma do iPhone, em julho de 2009. O jogo foi lançado apenas para o iPhone, sem equivalente em versão web em seu lançamento inicial. Sequência do jogo web High Speed Chase, High Speed Chase 2 para iPhone oferece diversas missões para completar, enquanto seu antecessor possuía apenas um nível. High Speed Chase 2 para iPhone também possui power-ups para que possam ser usados para auxiliar o jogador. A versão web de High Speed Chase 2 estaria para surgir diversos meses depois. Na nota de imprensa para o High Speed Chase 2 para iPhone, o designer Maxwell Scott-Slade disse:

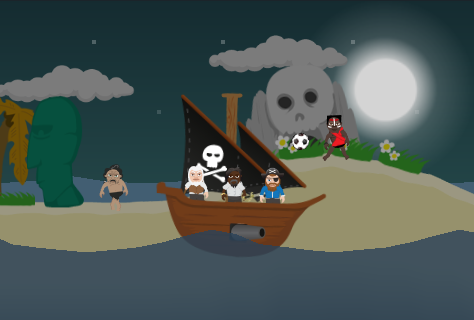
Jogabilidade do jogo de iPhone Plunderland

"Nosso foco é na jogabilidade, aquilo que torna um jogo divertido e não apenas gráficos e reciclagem de ideias antigas; Isso porque um jogo não é apenas uma coisa — é uma mistura complicada de inteligência artificial balanceada, design gráfico apropriado, lógica de jogo evolutiva, otimização incessante, marketing imaginativo e ilustração empolgante."

#### Plunderland
Lançado em 22 de julho de 2010, Plunderland é o segundo aplicativo de iPhone da Johnny Two Shoes e atual carro-chefe da empresa. Desenhado para o sistema operacional iOS 4 do iPhone, Plunderland é uma versão bem trabalhada do jogo em Flash Pirates of JTS. Apesar dos componentes básicos dos dois jogos parecerem similares, eles são muito diferentes um do outro. Destacando Plunderland por incluir uma campanha e enredo, que não existem em Pirates of JTS. A engine de física foi remodelada e melhorada enquanto os gráfico foram refeitos. Barcos destraváveis, compatibilidade a multitoque e uma câmera com ponto de vista inteligente e dinâmico são destaques de Plunderland, como revelados na entrevista com a Pocket Gamer em julho de 2010.
Ao contrário de High Speed Chase 2 para iPhone, Plunderland não inclui um joystick na tela para controlar os movimentos do barco. Ao invés disso, inclinando o telefone controla a embarcação, usando o acelerômetro do dispositivo. Todas as outras interações, como disparar canhões e coletar tesouros, são controladas pela tela de toque.
Plunderland também possui cenários únicos nele. As ilhas onde as “Pessoas da Ilha” residem podem variar dependendo de suas características. Existem três variantes, os paradisíacos, os esquimós e os tribais. Os tribais são mais territoriais que os habitantes das ilhas paradisíacas, então existe maior probabilidade de retribuírem e lutarem muito quando estiverem sendo saqueados.  Também tubarões, caranguejos e monstros marinhos atacarão sua embarcação enquanto você realiza os saques. Joshua Scott-Slade descreveu a jogabilidade desta maneira: 
"Um tubarão ataca você, mas ao invés de atirar ou se apavorar, você o pega, tira-o da água e usa ele como uma arma contra os inimigos. Se você tem um gosto por situações dramáticas, você pode parti-lo ao meio quando não precisar mais dos seus serviços."
A versão 1.1 de Plunderland oferece suporte para todas as gerações de iPhones, iPod Touch, e iPads, mas todos os dispositivos deve possuir iOS versão 3.1.3 ou mais recente instalado para funcionar. Suporte ao Apple Game Center foi adicionado para o aplicativo, mas o Game Center suporta apenas: iPod Touch 2ª geração ou mais nova, iPhone 3GS ou mais novo, e todos os iPads. Existem 3 campanhas e 2 modos arcade nesta versão, mais conteúdo está sob desenvolvimento para ser lançado posteriormente. Segundo publicação do twitter oficial, Músicas e sons para a nova campanha serão criadas por Tim Garratt da banda inglesa Pet Scenes.  Processamento multitarefa e arte otimizada também foram adicionadas na versão v1.1.

## Recepção
Plunderland foi avaliado por diversos websites notáveis, como Pocket Gamer e Touch Arcade. As pontuações destas avaliações foram na maior parte 8 ou 9 de um total de 10. Muitas destas avaliações destacavam os gráficos únicos, modo carreira com um roteiro e as reações físicas dentro do jogo. 
"Plunderland é consistente em sua criatividade e qualidade, ainda igualmente imprevisível quando estamos tratando de combate. Como o infame Edward Low, você nunca sabe o que vai acontecer nos próximos momentos."

A maior parte das avaliações notaram que os controles de toque na tela ficavam amontoados nas cenas de alta intensidade. Quando a tela ficava muito preenchida, o jogo pode pensar que você gostaria de pegar um inimigo, quando na verdade você está tentando disparar. 
"Os controles ficam no caminho de tempos em tempos quando você quer atirar, mas o jogo pensa que você está tentando pegar um inimigo na água ou vice e versa. Também quando você pega inimigos a câmera dá zoom e quando isso acontece, não é possível ver os locais do navio para atirar sobre eles."
Plunderland foi visto em iPads 2 em várias Apple stores instalado como um aplicativo de demonstração.

### Prêmios e Reconhecimentos

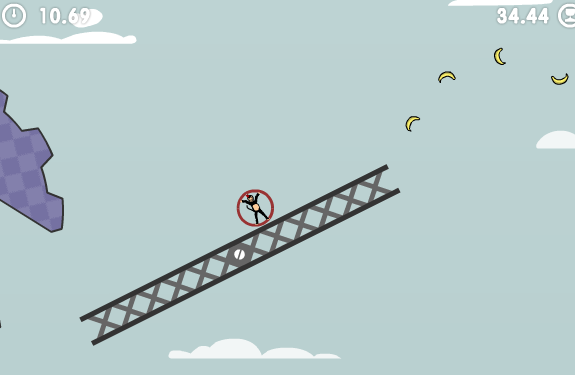
Tela de Banana Dash World 2

Johnny Two Shoes recebeu diversos prêmios por seus jogos em Flash. Banana Dash World One recebeu o prêmio Super Flash Game Friday da Mochi Media. O prêmio The Super Flash Game Friday, o qual recebe centenas de submissões, contempla apenas dez envios. Depois, Johnny Two Shoes recebeu reconhecimento da Mochi Media novamente quando ganharam o prêmio Flash Game Friday por Banana Dash World 2. Este premio garante a alta qualidade dos novos jogos lançados em Flash. Por último, o jogo The Heist 2 ganhou o prêmio Most LOL Game no 2010 AddictingGames Showdown. Esta competição, que era julgada which was judged exclusivamente por usuários da AddictingGames users, mostrou a popularidade da Johnny Two Shoes com o público em geral.
Johnnytwoshoes foi convidada para falar no evento 2010 BAFTA: Creative Collaborations hospedado pela TIGA em 12 de abril de 2010, que mostrava como " A indústria de jogos, filmes, TV e livros do Reino Unido pode aprender trabalhando juntos" para mais de 180 convidados de diversas áreas de indústria criativa.
Plunderland foi reconhecido como o iPhone App of the Week na iTunes App Store na semana de 22 de julho. Plunderland também ganhou o Silver Award em uma crítica da Pocket Gamer, na qual o escritor Tracy Erickson disse: 
"Plunderland é a pirataria vibrante na ponta dos seus dedos, uma aventura marítima com charme e originalidade"